# Estymacja przedziałowa
Estymacja przedziałowa to grupa metod statystycznych służących do oszacowania parametrów rozkładu zmiennej losowej w populacji generalnej. Wynikiem oszacowania nie jest tutaj ocena punktowa, tak jak w przypadku metod estymacji punktowej. Można zauważyć, że w przypadku rozkładu ciągłego, prawdopodobieństwo, że ocena punktowa parametru przyjmie wartość równą wartości szacowanego parametru jest bliskie zeru. W metodach estymacji przedziałowej oceną parametru nie jest konkretna wartość, ale pewien przedział, do którego z określonym prawdopodobieństwem należy szacowana wartość parametru. Podstawowym pojęciem estymacji przedziałowej jest przedział ufności.